# Perry Hoberman
Perry Hoberman est un artiste américain né en 1954. Sa pratique fait appel aux nouveaux médias, art numérique, interactivité. Son travail a été largement exposé au niveau international.
Il est représenté par Postmasters Gallery à New York et enseigne actuellement à l'école des arts visuels (NY) (voir (en) School of Visual Arts). Le travail de Perry Hoberman a été montré notamment par le musée de Whitney, le musée de l'art moderne, l'institut de l'art contemporain (Boston), le projet de rue de Capp (San Francisco) et Art Futura (Barcelone).